# کودووا-زدروی
کودووا-زدروی (به لهستانی:  Kudowa-Zdrój) یک منطقهٔ مسکونی در لهستان است که در شهرستان کووزکو واقع شده‌است. کودووا-زدروی ۳۳٫۹۰ کیلومتر مربع مساحت و ۱۰٬۲۰۴ نفر جمعیت دارد.